# 盖茨·约瑟夫
盖茨·麦克亚瑟·菲茨杰拉德·约瑟夫（英語：1973年8月8日—），生于多米尼克罗索，多米尼克职业篮球运动员，现效力于伊朗超级联赛的沙巴电池队，以前还效力过NBA联盟。

## 篮球技术
这位身高达到218公分体重达到315磅的中锋，从块头上可以堪比沙奎尔·奥尼尔。大学时期他是圣罗斯学院 (College of St. Rose)年轻生猛而又技术粗狂的中锋，他的技术始终无法得到长足的进步，在NBA联盟中总共只出场了4次，都是在2000-01赛季，其中效力于丹佛掘金队两场和多伦多猛龙队两场。
1998-99赛季，盖茨加盟了Kevin Mackey执教的IBA联盟俄亥俄州的曼斯菲尔德老鹰队，这是他第一次参加美国职业级的篮球联赛。在之后的多个赛季中他由于缺乏必要的速度所以和全队显得不合拍，在场上他经常站在防守结束后的区域内等待对方的下一次进攻，盖茨在比赛中能显现出很强的防守盖帽和篮板能力，但是在进攻中和队友的配合度不够，经常个人单打死抗内线而招致队友的不满。

## 篮球生涯
- 1994-95:  圣罗斯学院 (NCAA-D2): RebDivII-2(12.8), FGPDivII-3(.679), 14.2ppg
- 1995-96:  圣罗斯学院 (NCAA-D2): 15.8ppg, 11.8rpg, 3.3bpg
- 1996-97:  圣罗斯学院 (NCAA-D2)
- 1997-98:  雅典珀里斯特拉队 (Peristeri Athens)
- 1998-99:  曼斯菲尔德老鹰队 (Mansfield Hawks)(IBA)
- 1999:  大西洋城海鸥队 (Atlantic City Seagulls) (USBL), 1999年5月被放入闲置名单
- 1999-00:  参加1999年11月特伦顿流星队 (IBL)的训练营，随后加盟球队 6.9ppg, 6.9rpg
- 2000-01:  多伦多猛龙队 (出场两次 场均1分1个篮板)
- 2001:  丹佛掘金队 (出场2次 未得分)
  - (在波士顿参加了华盛顿奇才队的NBA夏季联赛)
- 2001-05 :  陕西麒麟队
- 2005-08:  沙巴电池队 (Saba Battery BC)
- 2008-09:   卢克索
- 2009 :  马赞德兰BEEM

## 荣誉
- 1999: IBA 全明星第二阵容
- 1999: IBA 总冠军
- 1999: USBL 最佳防守阵容

## 其他资料
- 身穿XXXXXL尺码的衣服，穿美尺18号的鞋子
- 年轻的时候一直在踢足球，直到16岁才打篮球。